# Com'Publics
Com'Publics est une société de lobbying française, sise à Paris, rue de Sèze, créée le 4 novembre 1994.
Marc Teyssier d'Orfeuil est son fondateur et dirigeant,. La société est fondée en novembre 1994.
En 2007, la société compte une dizaine de salariés et réalise un chiffre d'affaires de 1,6 million d'euros.

## Activité

### Lobbying en France
Com'Publics déclare à la Haute Autorité pour la transparence de la vie publique exercer des activités de lobbying en France pour un montant qui n'excède pas 800 000 euros sur l'année 2018.
Elle déclare en 2018 avoir réalisé 67 actions de représentation d'intérêts, pour le compte de mandants divers.
Marc Teyssier d'Orfeuil indique aller « à la pêche aux ministres » après les séances de questions au gouvernement du jeudi, et dispose d'un accès aux locaux du Sénat.
Un dîner organisé le 8 mars 2019 au  ministère de la Transition écologique et solidaire entre François de Rugy, Marc Teyssier d'Orfeuil et des représentants d'Engie, et pour lequel le ministre indique aux membres de son cabinet : « c’est un dîner informel comme j’en ai déjà organisé d’autres. Ce n’est pas un dîner officiel, il ne doit d’ailleurs pas apparaître dans l’agenda public », crée une polémique,.
La participation de plusieurs députés, dont Marion Lenne, au restaurant « Chez Françoise », où elle apparaît avec ses collègues Aina Kuric (Marne), Liliana Tanguy (Finistère) et Jean-Bernard Sempastous (Haute-Pyrénées), à une soirée organisée par le cabinet de lobbying Com'Publics le 5 novembre 2019 pour les 20 ans de l'agence, fait également controverse.

### Clubs parlementaires
La société s'est spécialisée dans la création et l'animation de clubs parlementaires,,. Elle organise régulièrement des déjeuners de parlementaires au restaurant « Chez Françoise », que le quotidien Le Figaro qualifie de « cantine de luxe des politiques ». Le cabinet Boury, Tallon et Associés et l'agence Com'Publics ont créé, en 2018, 80 % des clubs parlementaires actifs en France.
Pour Jocelyne Porcher, Com'Publics est ainsi « une société de soutien au lobbying parlementaire. L’objectif est de toucher directement les élus et ainsi d’orienter la législation. Ce que la société explique sans tabou : " Vous avez besoin de modifier la législation, Com’Publics vous accompagne pour obtenir des normes qui vous protègent ". Des actions qui se traduisent, par exemple, par la rédaction d’amendements ensuite transmis aux parlementaires »,,.
Afin de mettre en relation divers professionnels et des parlementaires, les clubs parlementaires proposent repas, rencontres, colloques ou déplacements. Les clubs réalisent également des notes d'analyse, des revues de presse et des actions de représentations d'intérêts,.
Le budget annuel d'un club parlementaire peut varier de quelques dizaines de milliers d'euros à 400 000 euros. Selon Marc Teyssier d'Orfeuil, qui organise plusieurs clubs parlementaires, « je suis payé par des sociétés privées qui me commandent du lobbying. Le club fonctionne avec des cotisations : de 5 000 à 30 000 euros selon la taille des entreprises ».